# Cerasus nipponica
Cerasus nipponica là loài thực vật có hoa trong họ Hoa hồng. Loài này được (Matsum.) H. Ohba mô tả khoa học đầu tiên năm 1992.